# Port lotniczy Qamdo-Bamda
Port lotniczy Qamdo-Bamda (IATA: BPX, ICAO: ZUBD) – port lotniczy położony w Qamdo, w Tybetańskim Regionie Autonomicznym, w Chińskiej Republice Ludowej.

## Linie lotnicze i połączenia
| Linia Lotnicza | Kierunek                                                     |
| -------------- | ------------------------------------------------------------ |
| Air China      | 1. Chengdu-Shuangliu                                         |
| Tibet Airlines | 1. Pekin 2. Chengdu-Shuangliu 3. Chongqing 4. Lhasa 5. Xi’an |
| West Air       | 1. Chongqing                                                 |